# Патриотический фронт (Замбия)
Патриотический фронт (ПФ) — правящая политическая партия в Замбии левого толка. Партия была сформирована Майклом Сатой как откол от Движения за многопартийную демократию (ДМД) в 2001 году после того, как тогдашний президент Фредерик Чилуба номинировал Леви Мванавасу как кандидата ДМД на президентских выборах. Проведя десятилетие в качестве оппозиционной партии, ПФ обрёл власть по итогам всеобщих выборов 2011 года и сохранил её на выборах 2016 года. Партия является консультативным членом Социалистического Интернационала, куда была принята в феврале 2013 года.

## Формирование
В 2000 году, когда Чилуба потерпел неудачу в попытке изменить Конституцию с целью возможности баллотироваться на третий срок, Майкл Сата рассчитывал на номинацию на следующих выборах. Однако Чилуба отметил, что никто из членов его правительства (включая Сату) не способен выиграть выборы, и выдвинул кандидатуру Мванавасы. Возмущенный таким поворотом событий, Сата в 2001 году образовал Патриотический фронт в качестве отдельной политической партии. В то же время, от ДМД откололась ещё одна группа, включавшая заметные фигуры вроде Кристона Тембо и сформировавшая партию Форум за демократию и развитие. Лидер ПФ Сата на выборах 2001 года получил лишь 3,4 % голосов, заняв седьмое место из одиннадцати кандидатов. В Национальном собрании получила одно место (2,8 % голосов избирателей).
Сата был повторно выдвинут от партии кандидатом в президенты на выборах 2006 года, на этот раз заняв второе место (после Мванавасы) с 29 % голосов. Показатель голосов в Национальном собрании возрос до 23 %; получила 43 депутатских мандатов, ПФ стал крупнейшей оппозиционной партией. После смерти Мванавасы в 2008 году состоялись президентские выборы. Сата вновь занял второе место (после кандидата ДМД Рупии Банды) с 38 % голосов против 40 %.
Поворот произошёл на всеобщих выборах 2011 года: Сата обошёл Банду в соотношении 42 % к 35 %. ПФ также стала крупнейшей партией в Национальном собрании, получив 60 из 150 мест.
Когда Сата скончался в октябре 2014 года, вице-президент Гай Скотт занял пост временного президента до президентских выборов в январе 2015 года. Эдгар Лунгу был избран в качестве партийного кандидата и победил на выборах с 48 % голосов. В 2016 году он выиграл президентские выборы с 50,35 % голосов.